# Pasta granúgena
Pasta granúgena foi um medicamento  destinada à cicatrização de feridas.
Em Portugal foi produzido pela Abbott Laboratories desde 1967 até 2005, quando pediu o cancelamento do registro do produto, ao passo em que na Espanha era produzido sob concessão da Knoll A. G. pela Igoda S.A.

## Apresentação e características
A pasta granúgena era apresentada em tubos de 50g.
Sua composição consistia de granugenol Knoll 15%; vaselina 25%; lanolina anidra, 10%, óxido de zinco 20% e talco 30%.

## Aplicação
A pasta era aplicada sobre a área lesionada, criando uma leve camada protetora, que auxiliaria na cicatrização com a formação de uma capa impermeável com ação hemostática e efeito anti-inflamatório e anti-exsudativo.
Tinha uso em queimaduras, furúnculos, ulcerações, etc., facilitando a granulação.